# 卡普賽斯冰川
卡普賽斯冰川（英語：Capsize Glacier），是南極洲的冰川，位於維多利亞地的斯科特海岸，處於冷藏山脈，流經卡瓦尼山和利維克山，最終注入坎貝爾冰川，現時由南極條約體系管理。